# Framtiden är ett svävande skepp förankrat i forntiden
Framtiden är ett svävande skepp förankrat i forntiden är den svenska musikgruppen Älgarnas trädgårds debutalbum, utgivet på skivbolaget Silence Records 1972.
Albumet spelades in i Studio decibel 1971 av Torbjörn Falk. Skivan har återutgetts två gånger: 1995 på Silence Records och 2011 på Silence Records och japanska Arcàngelo. På 1995 års version inkluderades två bonuslåtar vilka spelats in live 1972 på Göteborgs konstmuseum. På 2011 års utgåva finns ytterligare en bonuslåt med, inspelad på Festen på Gärdet 1971.
Framtiden är ett svävande skepp förankrat i forntiden är en av titlarna i boken Tusen svenska klassiker (2009). Författarna beskriver skivan med orden "mer King Crimson än så här har ingen svensk grupp låtit."
Albumet återutgavs på vinyl 2015 genom skivbolaget Subliminal S. Skivan pressades i endast 700 exemplar.

## Låtlista

### LP 1972
A
1. "Två timmar över två blå berg med en gök på vardera sidan, om timmarna ... alltså" – 13:13
2. "Det finns en tid för allt, det finns en tid då även tiden möts" – 6:10

B
1. "Möjligheternas barn" – 3:12
2. "Tristans klagan" – 1:41
3. "Viriditas" – 2:59
4. "Saturnus ringar" – 7:15
5. "Framtiden är ett svävande skepp, förankrat i forntiden" – 5:06

### CD 1995
1. "Two Hours Over Two Blue Mountains with a Cuckoo on Each Side, of the Hours... That Is" – 13:13
2. "There Is a Time for Everything, There Is a Time When Even Time Will Meet..." – 6:10
3. "Children of Possibilities" – 3:12
4. "La Rotta" – 1:41
5. "Viriditas" – 2:59
6. "Rings of Saturn" – 7:15
7. "The Future Is a Hovering Ship, Anchored in the Past – 5:06
8. "5/4" (bonuslåt) – 10:26
9. "The Mirrors of Gabriel" – 8:25

### CD 2011
1. "Två timmar över två blå berg med en gök på vardera sidan, om timmarna ... alltså" – 13:13
2. "Det finns en tid för allt, det finns en tid då även tiden möts" – 6:10
3. "Möjligheternas barn" – 3:12
4. "Tristans klagan" – 1:41
5. "Viriditas" – 2:59
6. "Saturnus ringar" – 7:15
7. "Framtiden är ett svävande skepp, förankrat i forntiden" – 5:06
8. "5/4" (bonuslåt)
9. "The Mirrors of Gabriel" (bonuslåt) – 10:26
10. "Medeltidsintro på Gärdet live 1971" (bonuslåt) – 8:25

## Medverkande
- Andreas Brandt – fiol, sång, flöjt
- Ann Erickson – foto
- Torbjörn Falk – inspelning
- Reine Fiske – omslagsdesign
- Mikael Johansson – bas, trumma, cittra
- Denis Lundh – trummor, tabla, slagverk
- Margaretha Söderberg – sång på "Möjligheternas barn"
- Dan Söderqvist – gitarr
- Jan Ternald – mellotron, synthesizer (Moog Modular), orgel, elpiano, omslagsmålning
- Berra Turvis Briefe – foto
- Sebastian Öberg – cello, sitar, tabla

## Mottagande
Skivan grammisnominerades 1972.

### Fotnoter
1. 1 2  ”Framtiden är ett svävande skepp förankrat i forntiden”. Discogs.com. http://www.discogs.com/%C3%84lgarnas-Tr%C3%A4dg%C3%A5rd-Framtiden-%C3%84r-Ett-Sv%C3%A4vande-Skepp-F%C3%B6rankrat-I-Forntiden/release/505470. Läst 10 januari 2013.
2. ↑  Gradvall et al (2009), #349
3. ↑  ”Älgarnas trädgård”. Progg.se. Arkiverad från originalet den 23 augusti 2010. https://web.archive.org/web/20100823090729/http://www.progg.se/band.asp?ID=204. Läst 10 januari 2013.